# Condemned Women

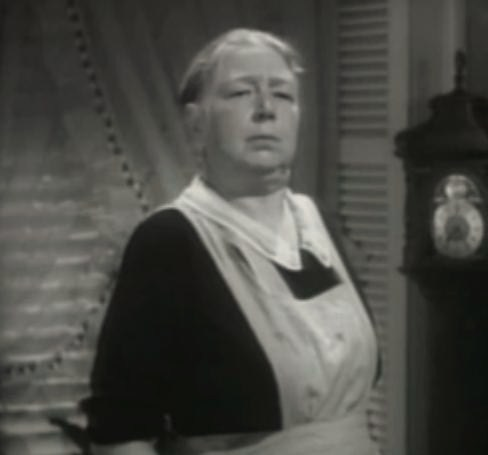
Esther Dale chegou a estudar música na Alemanha e atuar na Broadway, antes de estrear no cinema em 1934. Com trabalhos na tela grande e na pequena, sua carreira só foi encerrada com sua morte, em 1961.

Condemned Women (Brasil: Mulheres Condenadas / Portugal: Encarceradas) é um filme estadunidense de 1938, do gênero drama, dirigido por Lew Landers e estrelado por Sally Eilers e Louis Hayward. Precursora de Caged, esta é uma das oito produções dirigidas por Landers para a RKO naquele ano, e uma das melhores. A ação se passa em um presídio feminino, com todos os ingredientes que se tornaram clichês neste tipo de história: a carcereira cruel, o diretor piedoso, a prisioneira que assumiu a culpa do namorado, uma revolta etc.
Diferentemente da maioria dos filmes da RKO, este traz uma mensagem: os presos precisam receber tratamento humano.
O filme atraiu a atenção do público e transformou-se em um dos grandes sucessos da RKO em 1938.

## Sinopse
Condenada por estelionato, Linda Wilson acaba por se envolver com o psiquiatra da prisão, Doutor Philip Duncan. Ele a incentiva a trabalhar como enfermeira e a não participar da revolta programada por sua companheira de cela, Anna 'Big Annie' Barry. Porém, quando o diretor Edmund Miller pede a ela que deixe o doutor em paz, para não estragar a carreira dele, Linda decide fazer parte do tumulto. Depois de escapar e ser recapturada, ela recebe a pena de prisão perpétua, mas isto ainda não é o fim.

## Elenco
| Ator/Atriz    | Personagem               |
| ------------- | ------------------------ |
| Sally Eilers  | Linda Wilson             |
| Louis Hayward | Doutor Philip Duncan     |
| Anne Shirley  | Millie Ansom             |
| Esther Dale   | Clara Glover, carcereira |
| Lee Patrick   | Anna 'Big Annie' Barry   |
| Leona Roberts | Kate Holt                |
| George Irving | Diretor Edmund Miller    |
| Richard Bond  | David                    |
| Netta Packer  | Sarah Norton             |
| Rita La Roy   | Cora                     |
| Florence Lake | Uma prisioneira          |
| Helen Gibson  | Dublê                    |